# 1961년 미스코리아
1961년 미스코리아는 1961년 6월 24일에 서울특별시 중구의 동대문운동장에서 열린 다섯번째 미스코리아 선발대회이다. 진에 당선된 서양희는 미스 유니버스에 참가하여 준결선까지 진출하였다.

## 입상자
| 대회 |        | 진 (眞) | 선 (善) | 미 (美) |
| ---- | ------ | ------- | ------- | ------- |
| 본선 | 서양희 | 이옥자  | 현창애  |         |